# Kryzys gospodarczy w Rosji (od 2022)
Kryzys finansowy w Rosji (od 2022) – trwający od 2022 kryzys finansowy spowodowany sankcjami nałożonymi na Federację Rosyjską po inwazji Rosji na Ukrainę w 2022 roku.
Od 2014 Federacja Rosyjska obejmowana była kolejnymi pakietami sankcji wprowadzonymi przez Stany Zjednoczone i Unię Europejską. W marcu 2022 wśród państw, które objęły Rosję sankcjami, znalazły się także m.in. Australia, Nowa Zelandia, Republika Chińska, Kanada, Japonia i Szwajcaria. Dodatkowo liczne zachodnie przedsiębiorstwa zapowiedziały zawieszenie, ograniczenie lub wycofanie swojej działalności prowadzonej w Rosji. 
Wśród konsekwencji konfliktu zbrojnego i nałożonych na rosyjską gospodarkę sankcji wymienia się m.in.:
- rosnące koszty gospodarki wojennej (w latach 2021-2024 nominalne wydatki na obronność wzrosły trzykrotnie do poziomu 6% PKB  33% ogółu wydatków budżetowych)
- rozwój sektora przemysłu obronnego kosztem sektorów cywilnych
- spadek produkcji i eksportu surowców energetycznych
- deficyt siły roboczej
- wzrost zależności gospodarczej od Chin
- inflacja
- pogłębiające się zapóźnienia technologiczne
- zmniejszenie wydatków gospodarstw domowych
- opóźnienia realizacji inwestycji państwowych

Jednym z ekonomicznych skutków wojny jest także pogorszenie sytuacji finansowej Gazpromu. 
Wkrótce po inwazji nastąpiło kilkutygodniowe zawieszenie notowań na giełdzie moskiewskiej. Negatywne skutki działań wojennych i sankcji odczuły także poszczególne branże, w tym stali i żelaza, lotnictwa (co było związane z brakiem dostępu do części zamiennych) oraz górnictwa węgla kamiennego.
Pomimo skali sankcji i kosztów prowadzenia działań wojennych, gospodarka Rosji w 2022 i 2023 roku osiągnęła wyniki lepsze od prognozowanych. W 2022 roku odnotowano spadek PKB (1,2%), ale następny rok przyniósł dodatnią dynamikę PKB (3,6%). Jednocześnie utrzymywał się wzrost produkcji przemysłowej. Wśród przyczyn odporności gospodarczej Rosji wymienia się:
- rezerwy finansowe związane z wysokim przychodami z eksportu surowców energetycznych
- wolne tempo wprowadzenia sankcji międzynarodowych
- dostosowanie się do systemu sankcyjne m.in. poprzez stosowanie importu równoległego
- intensyfikacja kontaktów handlowych z Chinami, Indiami i Turcją

Istotny wpływ na sytuację gospodarczą miała militaryzacja gospodarki i wzrost produkcji zbrojeniowej. Państwowe wsparcie gospodarki były skierowane przede wszystkim do sektora obronnego.
W pierwszym kwartale 2023 zaobserwowano wyraźny wzrost deficytu budżetowego, co związane było ze zwiększeniem wydatków wojskowych przy jednoczesnym znacznym spadku wpływów ze sprzedaży surowców. Według rosyjskiego ministerstwa finansów deficyt za pierwsze trzy miesiące 2023 wyniósł 2,4 bln rubli (1,5% PKB), co odpowiadało kwocie deficytu planowanej na cały rok.
W pierwszej połowie 2023 w publikacjach dotyczących rosyjskiej gospodarki wskazywano m.in. na rekordowo niski kurs rubla w stosunku do dolara, odpływ zagranicznego kapitału, a także największe od 2013 roku braki kadrowe na rynku pracy. Odpowiedzią na coraz słabszy kurs rubla była m.in. decyzja o podniesieniu stóp procentowych na zwołanym w nadzwyczajnym trybie posiedzeniu rosyjskiego banku centralnego. 
W 2024 roku odnotowano wzrost PKB (4,1%), przy czym od drugiej połowy 2024 roku obserwuje się pogorszenie sytuacji gospodarczej kraju, w szczególności wzrost inflacji (jako wynik zwiększonej konsumpcji przy braku równoważnego wzrostu podaży) napędzany przez presję płacową. W celu zahamowania inflacji, w październiku 2024 roku rosyjski bank centralny podwyższył nominalną stopę procentową do poziomu 21%. Skutkowało to jednak problemami po przedsiębiorstw, które zaczęły mieć problem z płynnością finansową. Kolejnych negatywnym czynnikiem dla gospodarki rosyjskiej okazał się spadek ceny ropy naftowej na początku 2025 roku. Oficjalne dane rosyjskie z pierwszego kwartału 2025 ukazują spowolnienie gospodarki. PKB Rosji w pierwszym kwartale oficjalnie wzrósł w ujęciu rok do roku o 1,4%, a więc trzykrotnie mniej niż w kwartale poprzednim (4,5 proc.) i prawie czterokrotnie mniej niż w pierwszym kwartale 2024 roku (5,4 proc.). Wśród przyczyn spowolnienia wymienia się wpływ sankcji, niższych cen ropy naftowej i trudności z dostawami. 
Latem 2025 wskutek wzmożonych ataków ukraińskich dronów na rosyjskie rafinerie spowodowały wzrost cen benzyny i trudności z jej dostępem. Według szacunków agencji Reuters cena benzyny bezołowiowej 95 wzrosła w ciągu roku o 49%.
Jednym z głównych wyzwań dla rosyjskiej gospodarki pozostaje drastyczny spadek wartości eksportu surowców energetycznych - gazu ziemnego, ropy naftowej oraz węgla kamiennego.
W publicystyce coraz częściej wskazuje się, że pogarszająca się sytuacja budżetowa w połączeniu z zachodnimi sankcjami i brakiem po stronie rosyjskiej długoterminowej strategii wyjścia z kryzysu skutkować będzie coraz silniejszym uzależnieniem Federacji Rosyjskiej od Chińskiej Republiki Ludowej. 